# ال سیبو (شهر)
ال سیبو (به لاتین: El Seibo) یک شهر در جمهوری دومینیکن است که در سانتو دومینگو واقع شده‌است.

## خصوصیات
ال سیبو ۱٬۳۴۴٫۳۳ کیلومترمربع مساحت و ۹۷٬۱۴۴ نفر جمعیت دارد و ۱۱۷ متر بالاتر از سطح دریا واقع شده‌است.